# Refus d'obtempérer en droit français
Pour un article plus général, voir Refus d'obtempérer.
Ne doit pas être confondu avec Délit de fuite en France.
En droit français, le refus d'obtempérer est un délit définit comme « le fait pour tout conducteur d'omettre d'obtempérer à une sommation de s'arrêter émanant d'un fonctionnaire ou agent chargé de constater les infractions ». Il est prévu et réprimé par l'article L. 233-1 du code de la route.

## Dispositions légales
Les dispositions légales en vigueur ont été introduites dans le droit positif par la loi du 28 février 2017 relative à la sécurité publique notamment après l'émotion suscitée par l'attaque de policiers dans leur véhicule à Viry-Châtillon en octobre 2016, mais aussi le contexte suivant les attentats de 2015 et 2016 à Nice dans lequel des policiers ont pu être ciblés par cette seule qualité.
L'article L. 233-1 du Code de la route dispose que : « Le fait pour tout conducteur d'omettre d'obtempérer à une sommation de s'arrêter émanant d'un fonctionnaire ou agent chargé de constater les infractions et muni des insignes extérieurs et apparents de sa qualité est puni d'un an d'emprisonnement et de 7 500 euros d'amende » et depuis 2017 élargie avec l'article L. 435-1 du code de la sécurité intérieure.
Lorsque le refus d'obtempérer est commis avec des circonstances aggravantes, c'est-à-dire avec une mise en danger de la vie ou l'intégrité physique d'autrui, l'article L. 233-1-1 du code de la route fixe des sanctions plus importantes (5 ans de prison, 75 000 euros d'amende, retrait de 6 points, suspension du permis d'une durée allant jusqu'à 5 ans ou annulation du permis de conduire avec interdiction de le repasser pendant un délai de 5 ans au plus).

## Usage des armes
Le 4e alinéa du premier article de cette loi mentionne l'emploi des armes par leurs détenteurs « lorsqu'ils ne peuvent immobiliser, autrement que par l'usage des armes, des véhicules, embarcations ou autres moyens de transport, dont les conducteurs n'obtempèrent pas à l'ordre d'arrêt et dont les occupants sont susceptibles de perpétrer, dans leur fuite, des atteintes à leur vie ou à leur intégrité physique ou à celles d'autrui », ainsi que par l'article L435-1 du Code de la Sécurité Intérieure,.
En 2022, treize personnes ont été tuées par la police dans ce type de circonstances,. En 2023 la loi est sous le feu des critiques après la mort de Nahel Merzouk, un jeune de 17 ans, tué par un policier.

## Fréquence et suites judiciaires
En 2020, le rapport de l’Observatoire national interministériel de la sécurité routière note, sur un an, une hausse de 16,5 % des refus d’obtempérer, avec 26 589 cas recensés. De 2010 à 2019, cette infraction aurait connu une considérable augmentation de plus de 49 %, portée à 80 % pour les cas les plus graves, qui comportent un « risque de mort et de blessure ». Toutefois, le sociologue Sebastian Roché appelle à prendre ce type de chiffres avec prudence et indique : « quand vous avez plus de refus d’obtempérer, c’est d’abord parce que vous avez plus de contrôles ».
En 2023, un refus d’obtempérer est recensé toutes les 23 minutes environ. Selon une étude du Ministère de l'Intérieur rendue publique en avril 2024 sur les délits de refus d’obtempérer routiers enregistrés par les services de police et de gendarmerie entre 2016 et 2023, leur nombre a cru de 12 % entre 2016 et 2021 (passant de 24 400 à 27 300 faits) avant de refluer à 23 100 entre 2021 et 2023 (-15%). La part des délits aggravés (mettant en jeu la sécurité des personnes selon les forces de l'ordre) serait passée de 16 % en 2016 à 21 % en 2023 à 4 900 faits, dont 10 % de ces derniers auraient menacé l'intégrité des forces de l'ordre. Les auteurs de refus d’obtempérer seraient à 97 % masculins et aux trois quarts âgés de moins de 30 ans. Leur répartition sur le territoire national présente des différences assez peu marquées, les départements les plus impliqués entre 3016 et 2023 étant dans un ordre décroissant la Martinique, avec 7,4 refus d’obtempérer pour 10 000 habitants, suivie par la Guadeloupe (7,2), la Seine-Saint-Denis (6,4), le Vaucluse (6), la Guyane (5,9), les Pyrénées-Orientales (5,3), l’Eure (5,3) et la Corse-du-Sud (5).
L'article L. 435-1 a été adopté à la hâte après l'affaire des policiers brûlés à Viry-Châtillon en octobre 2016, qui était pourtant sans rapport avec  un refus d’obtempérer (des engins incendiaires lancés contre leur véhicule avaient grièvement brûlé deux fonctionnaires de police). La fréquence des tirs de policiers contre des véhicules en mouvement avait immédiatement presque doublé (de 119 par an en moyenne à 202 en 2017).
Selon l'IGPN, de 2021 à mi 2023 (au moment de la mort de Nahel Merzouk), dix-huit personnes ont été tuées et quarante et une blessées par des tirs policiers (dont 13 en 2022), à l'occasion de 72 ouvertures de feu consécutives à des refus d’obtempérer. La moitié des faits se sont déroulés en région parisienne. Le placement en détention provisoire du policier mis en cause est exceptionnel, et n'intervient le plus souvent que quand des vidéos de témoins permettant d’éclaircir le contexte du contrôle routier.